# Trophée mondial de course en montagne 1999
Navigation
1998 2000
Le Trophée mondial de course en montagne 1999 est une compétition de course en montagne qui s'est déroulée le 19 septembre 1999 dans le Parc national du Kinabalu en Malaisie. Il s'agit de la quinzième édition de l'épreuve.

## Résultats
La course féminine junior a lieu sur un parcours de 4,1 km et 320 m de dénivelé. Comme l'année précédente, l'Autrichienne Cornelia Heinzle domine la course et s'impose devant la Slovène Ines Hižar. Cette dernière décroche de justesse la médaille d'argent pour quatre secondes devant l'Anglaise Kate Bailey,.
Le parcours de la course junior masculine mesure 7,8 km pour 510 m de dénivelé. La course est dominée par l'Italien Benjamino Lubrini qui décroche le titre. L'Autrichien Florian Heinzle réalise une course tactique et lance son attaque en fin de course pour s'emparer de la médaille d'argent devant le Néo-Zélandais Jason Woolhouse,.
L'épreuve féminine senior se déroule sur le même parcours que celui des juniors masculins. La course voit une lutte serrée entre la Polonaise Izabela Zatorska et l'Italienne Rosita Rota Gelpi. Cette dernière parvient à prendre le meilleur sur la championne d'Europe en titre pour terminer sur la première marche du podium. La Néo-Zélandaise Maree Bunce décroche la médaille de bronze. L'Italie remporte le classement par équipes devant la Nouvelle-Zélande et l'Écosse,.
Le parcours de la course senior masculine mesure 12,5 km pour 860 m de dénivelé. La tête de course voit une véritable lutte au coude-à-coude entre les deux derniers champions, le Néo-Zélandais Jonathan Wyatt et l'Italien Marco De Gasperi. Parvenant à prendre l'avantage sur l'Italien en fin de course, le Néo-Zélandais craque et s'effondre littéralement, terminant péniblement à la septième place, ce type de parcours en montée et descente ne lui convenant pas. Marco s'impose et décroche son deuxième titre. Récent médaillé de bronze au Trophée européen de course en montagne, l'Anglais Richard Findlow attend patiemment son moment pour lancer une attaque éclair en fin de course. Il surprend l'Italien Gino Caneva et décroche la médaille d'argent tandis que son compatriote Billy Burns échoue au pied du podium à deux secondes de Gino. L'Italie remporte une fois de plus le classement par équipes. L'Autriche et la Nouvelle-Zélande complètent le podium,,.

### Seniors

#### Courses individuelles
| Rang               | Athlète          | Pays             | Temps       |
| ------------------ | ---------------- | ---------------- | ----------- |
| Médaille d'or      | Marco De Gasperi | Italie           | 54 min 56 s |
| Médaille d'argent  | Richard Findlow  | Angleterre       | 56 min 17 s |
| Médaille de bronze | Gino Caneva      | Italie           | 56 min 21 s |
| 4                  | Billy Burns      | Angleterre       | 56 min 23 s |
| 5                  | Scott Gall       | États-Unis       | 56 min 42 s |
| 6                  | Lucio Fregona    | Italie           | 56 min 56 s |
| 7                  | Jonathan Wyatt   | Nouvelle-Zélande | 57 min 4 s  |
| 8                  | Aaron Strong     | Nouvelle-Zélande | 57 min 10 s |

| Rang               | Athlète                | Pays             | Temps       |
| ------------------ | ---------------------- | ---------------- | ----------- |
| Médaille d'or      | Rosita Rota Gelpi      | Italie           | 38 min 0 s  |
| Médaille d'argent  | Izabela Zatorska       | Pologne          | 38 min 41 s |
| Médaille de bronze | Maree Bunce            | Nouvelle-Zélande | 39 min 11 s |
| 4                  | Flavia Gaviglio        | Italie           | 39 min 48 s |
| 5                  | Pierangela Baronchelli | Italie           | 39 min 58 s |
| 6                  | Melissa Moon           | Nouvelle-Zélande | 40 min 46 s |
| 7                  | Angela Mudge           | Écosse           | 40 min 49 s |
| 8                  | Karen Murphy           | Nouvelle-Zélande | 48 min 24 s |

#### Courses par équipes
| Rang               | Pays | Points |
| ------------------ | --- | ------ |
| Médaille d'or      | Italie Marco De Gasperi (1er) Gino Caneva (3e) Lucio Fregona (6e) Antonio Molinari (13e) Simone Lenzi (51e)                        | 23     |
| Médaille d'argent  | France Régis Roux (10e) Thierry Icart (11e) Thierry Breuil (12e) Arnaud Fourdin (18e) Gilles Icart (20e) Raymond Fontaine (22e)    | 51     |
| Médaille de bronze | Nouvelle-Zélande Jonathan Wyatt (7e) Aaron Strong (8e) Philip Starr (25e) Wayne Atkins (34e) Simon Maunder (35e) Paul Morrow (90e) | 74     |

| Rang               | Pays | Points |
| ------------------ | --- | ------ |
| Médaille d'or      | Italie Rosita Rota Gelpi (1re) Flavia Gaviglio (4e) Pierangela Baronchelli (5e) Maria Grazia Roberti (12e) | 10     |
| Médaille d'argent  | Nouvelle-Zélande Maree Bunce (3e) Melissa Moon (6e) Karen Murphy (8e) Megan Edhouse (14e)                  | 17     |
| Médaille de bronze | Écosse Angela Mudge (7e) Tracey Brindley (10e) Trudi Thomson (22e) Sonia Armitage (28e)                    | 39     |

### Juniors

#### Courses individuelles
| Rang               | Athlète           | Pays             | Temps       |
| ------------------ | ----------------- | ---------------- | ----------- |
| Médaille d'or      | Beniamino Lubrini | Italie           | 35 min 51 s |
| Médaille d'argent  | Florian Heinzle   | Autriche         | 36 min 7 s  |
| Médaille de bronze | Jason Woolhouse   | Nouvelle-Zélande | 36 min 15 s |

| Rang               | Athlète          | Pays       | Temps       |
| ------------------ | ---------------- | ---------- | ----------- |
| Médaille d'or      | Cornelia Heinzle | Autriche   | 23 min 47 s |
| Médaille d'argent  | Ines Hižar       | Slovénie   | 24 min 17 s |
| Médaille de bronze | Kate Bailey      | Angleterre | 24 min 21 s |

#### Courses par équipes
| Rang               | Pays                                                                                             | Points |
| ------------------ | ------------------------------------------------------------------------------------------------ | ------ |
| Médaille d'or      | Italie Beniamino Lubrini (1er) Johnny Cattaneo (7e) Matteo Masi (13e) Alessandro Tonazzini (24e) | 21     |
| Médaille d'argent  | France Emmanuel Meyssat (6e) Ivan Bizet (8e) Julien Rancon (9e) Nicolas Collias (15e)            | 23     |
| Médaille de bronze | Autriche Florian Heinzle (2e) Florian Dürer (12e) Thomas Heigl (14e) Markus Hohenwarter (28e)    | 28     |

| Rang               | Pays                                                                    | Points |
| ------------------ | ----------------------------------------------------------------------- | ------ |
| Médaille d'or      | Slovénie Ines Hižar (2e) Tina Hižar (6e) Svetlana Bajič (9e)            | 8      |
| Médaille d'argent  | Angleterre Kate Bailey (3e) Laura Hughes (7e) Louise Kelly (24e)        | 10     |
| Médaille de bronze | Italie Valentina Belotti (4e) Erika Teani (14e) Rossella Cravetto (17e) | 18     |